# Torre Beretti e Castellaro
Torre Beretti e Castellaro là một đô thị ở tỉnh Pavia trong vùng Lombardia của Ý, có cự ly khoảng 60 km về phía tây nam của Milan và khoảng 40 km về phía tây nam của Pavia. Tại thời điểm ngày 31 tháng 12 năm 2004, đô thị này có dân số 604 người và diện tích là 17,5 km².
Torre Beretti e Castellaro giáp các đô thị sau: Bozzole, Frascarolo, Mede, Sartirana Lomellina, Valenza.